# میشل کاویون
میشل کاویون (انگلیسی: Michele Cavion؛ زادهٔ ۸ دسامبر ۱۹۹۴) بازیکن فوتبال اهل ایتالیا است.
از باشگاه‌هایی که او در آن بازی کرده‌، می‌توان به باشگاه فوتبال یوونتوس، باشگاه فوتبال ویچنزا، باشگاه فوتبال آسکولی و باشگاه فوتبال رجانا اشاره کرد.